# Антонио Фернандо ди Суза
Антонио Фернандо Барос е Силва ди Суза (на португалски: Antonio Fernando Barros e Silva de Souza) е бразилски юрист – главен прокурор на Бразилия в периода от 30 юни 2005 г. – 28 юни 2009 г.

## Биография
Роден е на 30 септември 1948 г. във Форталеза, щата Сеара, в семейството на Леви Суза и Мария Летисия Барос е Силва де Суза.
На 1 март 1972 г. придобива бакалавърска степен по право във Федералния университет на Парана. През 1970 – 1971 г. е стжант в Прокуратурата на щата Парана. През 1972 г. посещава курс за подготовка на бъдещи магистрати, организиран от Апелативния съд на Парана. От същата година е член на Института на адвокатите в Парана. По-късно записва курс за специализация в областта на гражданското процесуално право към Юридическия факултет на Федералния университет на Парана, а през 1984 г. придобива магистърска степен по публично право от същия факултет.

### Професионална кариера
На 18 март 1975 г. Антонио Фернандо ди Суза започва работа като прокурор на Републиката от трета категория. От март 1982 до юли 1983 г. е заместник регионален електорален прокурор на Парана. В периода ноември 1985 – февруари 1989 г. е шеф-прокурор на Републиката за щата Парана. В различни периоди представлява Федералната прокуратура в Пенитенциарния съвет на щата Парана. Междувременно е бил вицепрезидент на Националната асоциация на прокурорите на Републиката (1985 – 1987) и директор в същата (1987 – 1989).
На 21 март 1988 г. Ди Суза е повишен по заслуги в ранг главен субпрокурор на Републиката. В периода юли 1989 г. – февруари 1992 г. пледира пред Втори състав (турма) на Висшия съд на Бразилия. От февруари 1992 до март 1994 представлява прокуратурата пред първи състав на Върховния федерален съд на Бразилия. От март 1994 г. до юни 1995 г. Ди Суза е заместник главен електорален прокурор при Висшия електорален съд на страната. В периода 1995 – 2003 е част от Работната група на Федералната прокуратура за колективните обществени производства.
От 2003 до 2005 г. Антонио Фернандо ди Суза е заместник главен прокурор на Републиката.
Името на Антонио Фернандо ди Суза на няколко пъти попада в списъка с кандидати за съдии във Висшия съд от квотата на Федералната прокуратура, който се изготвя от Колегията на федералните прокурори и се предава на Висшия съд на страната, чийто пленум от своя страна три пъти (през 1996, 1998 и 2001 г.) го включва в списъка с трима членове на прокуратура, които се предлагат от съда за номинация от президента на Републиката.
Висшият съвет на Федералната прокуратура го избира за член на Трета камара за координация и ревизия на Федералната прокуратура за електоралните дела, а главният прокурор на Бразилия го назначава за неин координатор в периода 1994 – 1996 г. Два пъти е титулярен член на Първа камара за координация и ревизия на Федералната прокуратура за конституционни и инфраконституционни дела – съответно за периодите 1996 – 1998 и 2003 – 2005 г. Три са и мандатите му на титуляр в Четвърта камара за координация и ревизия, отговаряща за защитата на околната среда и културното наследство – за периодите 1998 – 2000, 2000 – 2002 г. и 2002 – 2004 г.
В периода 1993 – 1994 г. е член на Висшия съвет на Федералната прокуратура, избран от квотата на главните субпрокурори на Републиката, а в периода 1994 – 2001 г. е три последователни мандата член на същия съвет, избран от квотата на прокурорите на Републиката.
На 29 юни 2005 г. президентът Луна да Силва назначава Антонио Фернандо ди Суза за главен прокурор на Бразилия, след като предишния ден Федералният сенат одобрява с мнозинство номинацията му, предложена по-рано от президента. Ди Суза встъпва официално в длъжност на 30 юни 2005 г. През 2007 е преизбран за втори двугодишен мандат. Остава на поста до 28 юни 2009 г., когато е заменен на поста от Роберто Гуржел.
Остава известен с това, че през 2007 г. повдига обвинение в корупция и пране на пари пред Върховния съд срещу 40 лица, повечето тогавашни или бивши федерални депутати, приближени до управляващата партия на Лула да Силва, които са уличени от разследванията около скандала Менсалао.
През септември 2009 г. Ди Суза прекратява работата си във Федералната прокуратура. Понастоящем е адвокат на свободна практика. Преподава частно и публично право в Католическия университет на Парана и гражданско право в Университетския център на Бразили (UniCeub)
През 2016 г. получава покана да представлява пред Върховния съд бившия председател на Долната камара на Конгреса – Едуардо Куня, срещу когото се води дело по обвинение в корупция.